# Nisse Malm

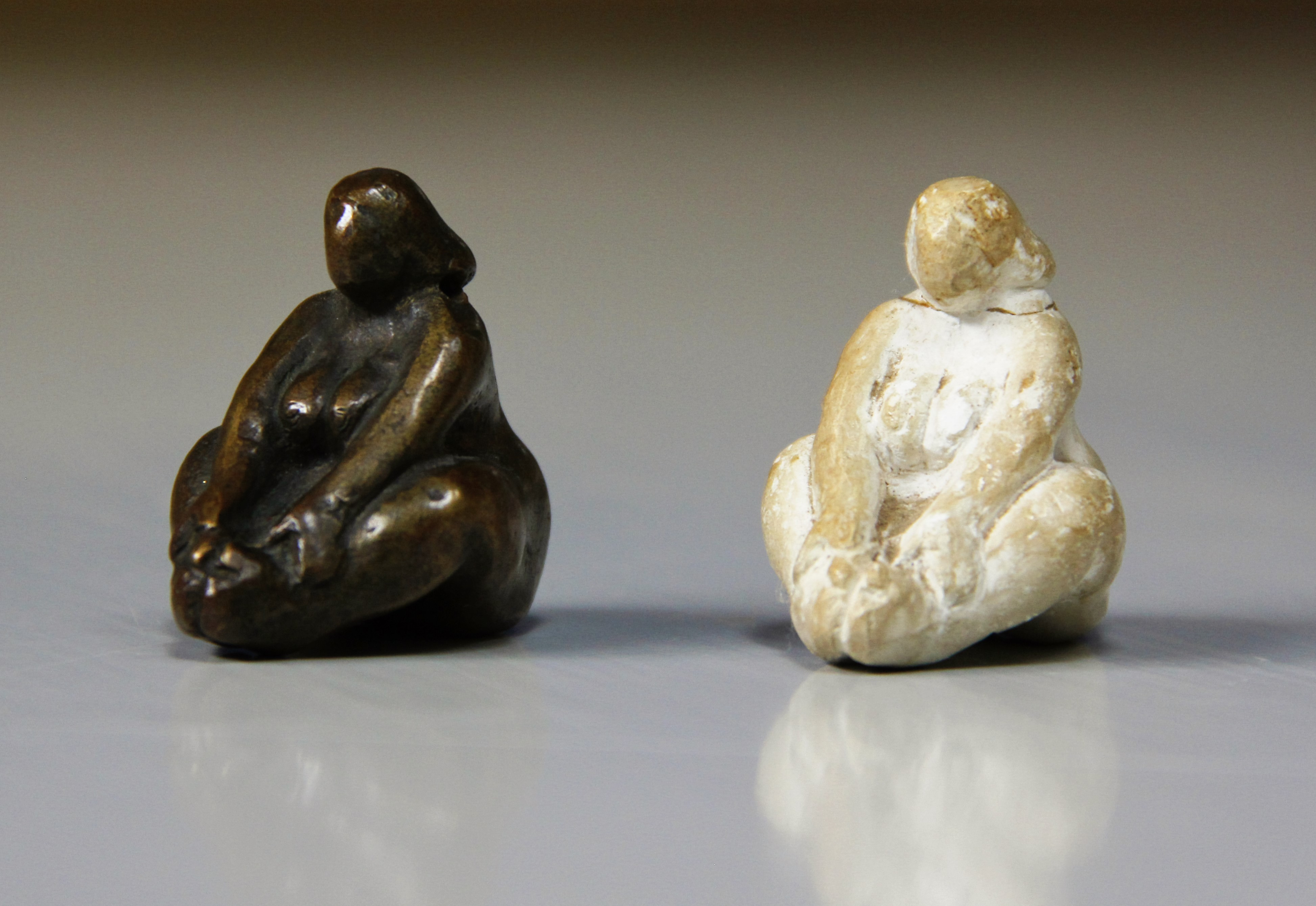
Skulptur av Nisse Malm

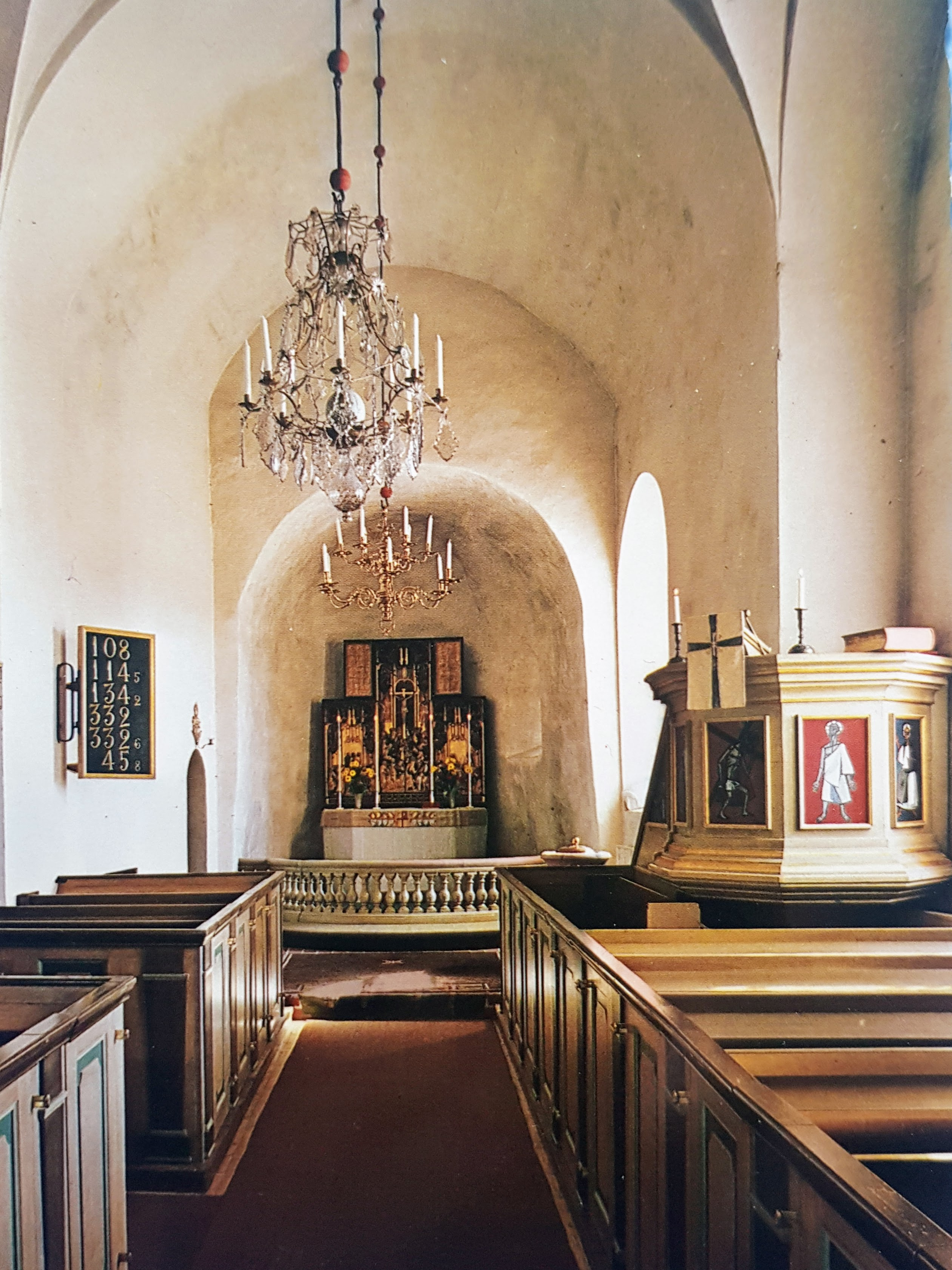
Målningarna på predikstolen skildrar Jesu liv och är utförda av Nisse Malm 1956.

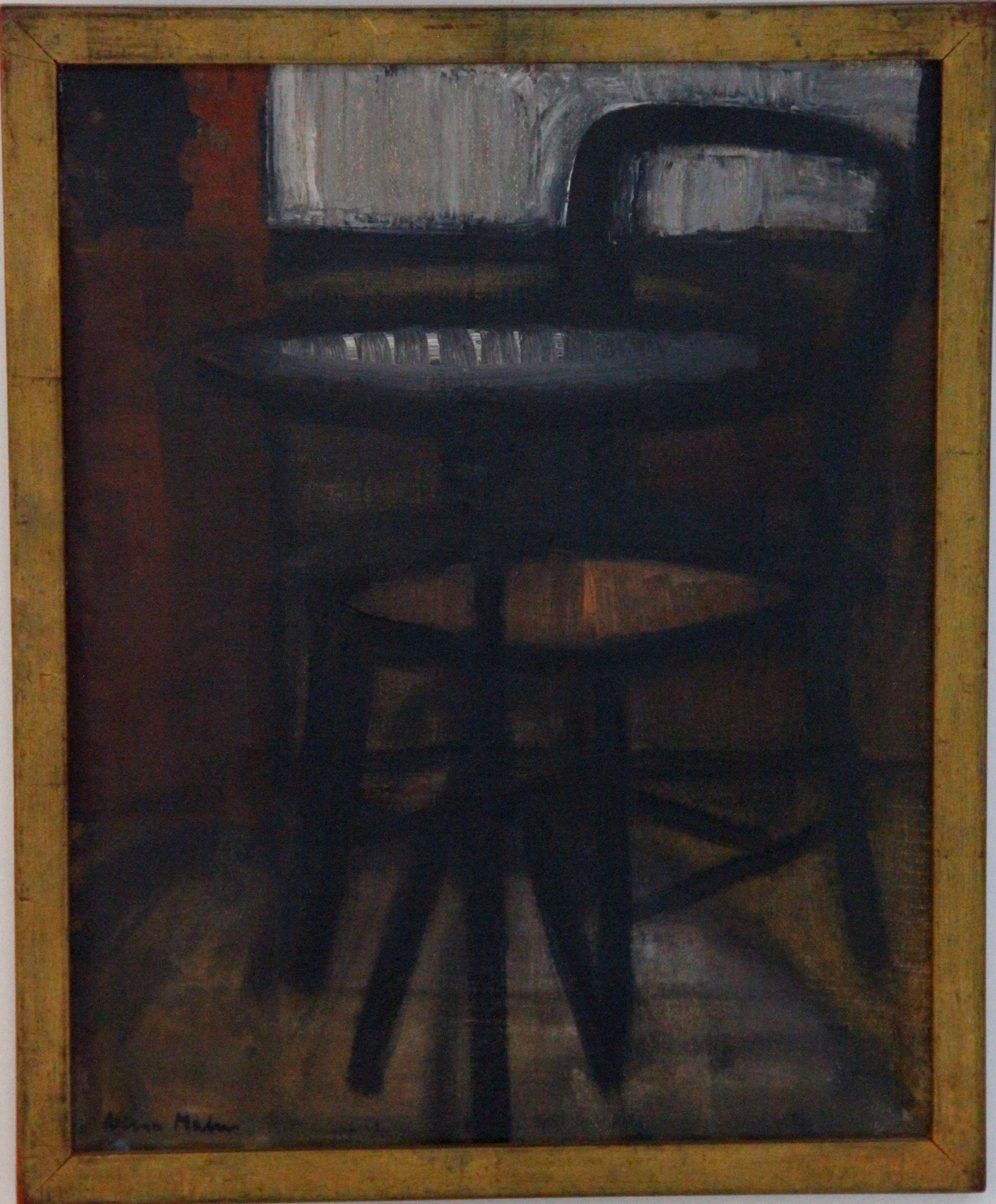
Kaféstol av Nisse Malm

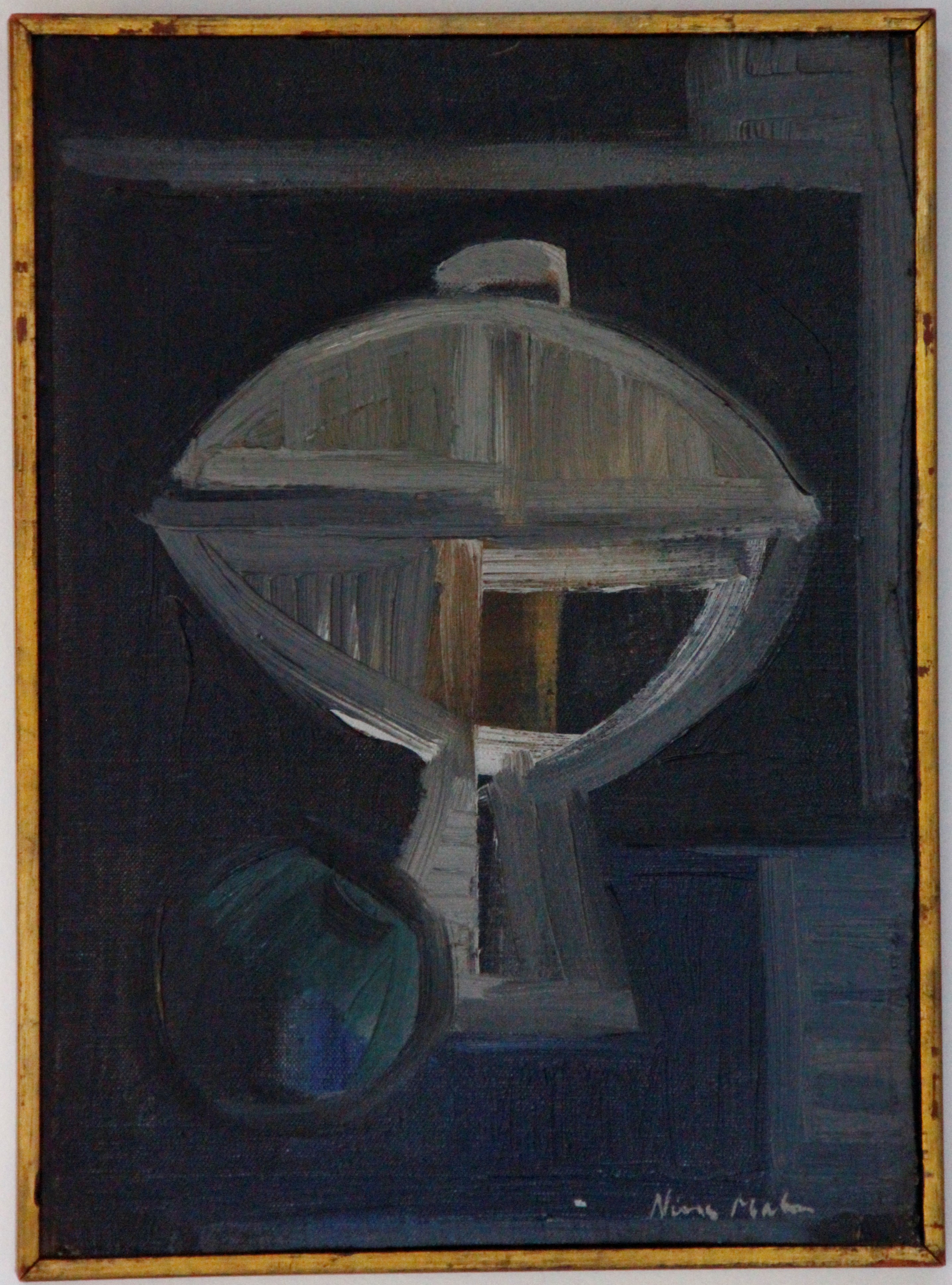
Terrin och äpple, målning av Nisse Malm

Nils Gunnar (Nisse) Malm, född 24 januari 1922 i Stockholm, död 20 mars 1956, var en svensk målare och tecknare.
Nisse Malm var son till järnvägstjänstemannen Carl Edvin Malm och Elisabeth Lindström samt från 1950 gift med Ingerd Jonasson. Han studerade vid flera mindre konstskolor i Stockholm samt vid Kungliga konsthögskolan. Han debuterade med en separatutställning 1953 i Södertälje på inbjudan av Södertälje konstförening och därefter följde flera separatutställningar bland annat på Konstsalongen i Stockholm 1956. Han medverkade i Sörmländska konstnärers vandringsutställningar 1952, 7 unga Södertäljekonstnärer 1953, Nationalmuseums Unga tecknare 1954 och han var representerad i Trosa stads 500-årsjubileumsutställning 1954. 
Malm anslöt sig i sitt måleri företrädesvis till de expressionistiska målare som sökt ett starkare bilduttryck i en begränsning av färgskalan till ett fåtal primitiva färgklanger och en accentuering av formen genom starka konturdragningar. Det är sålunda linjen från Picasso till det mexikanska som närmast har varit förebildlig för honom. I målningar med mustiga bruna och röda färgklanger och starka svarta konturer återgav han monumentala djurformer, stillebenmotiv och figurscener, de senare ibland med ämnen från idrottsplatsen. Till hans offentliga arbeten hör den dekorativa predikstolsmålningen i Ytterenhörna kyrka i Sörmland. Hans konst består av monumentala djurformer, stilleben och figurscener ofta med sportmotiv.

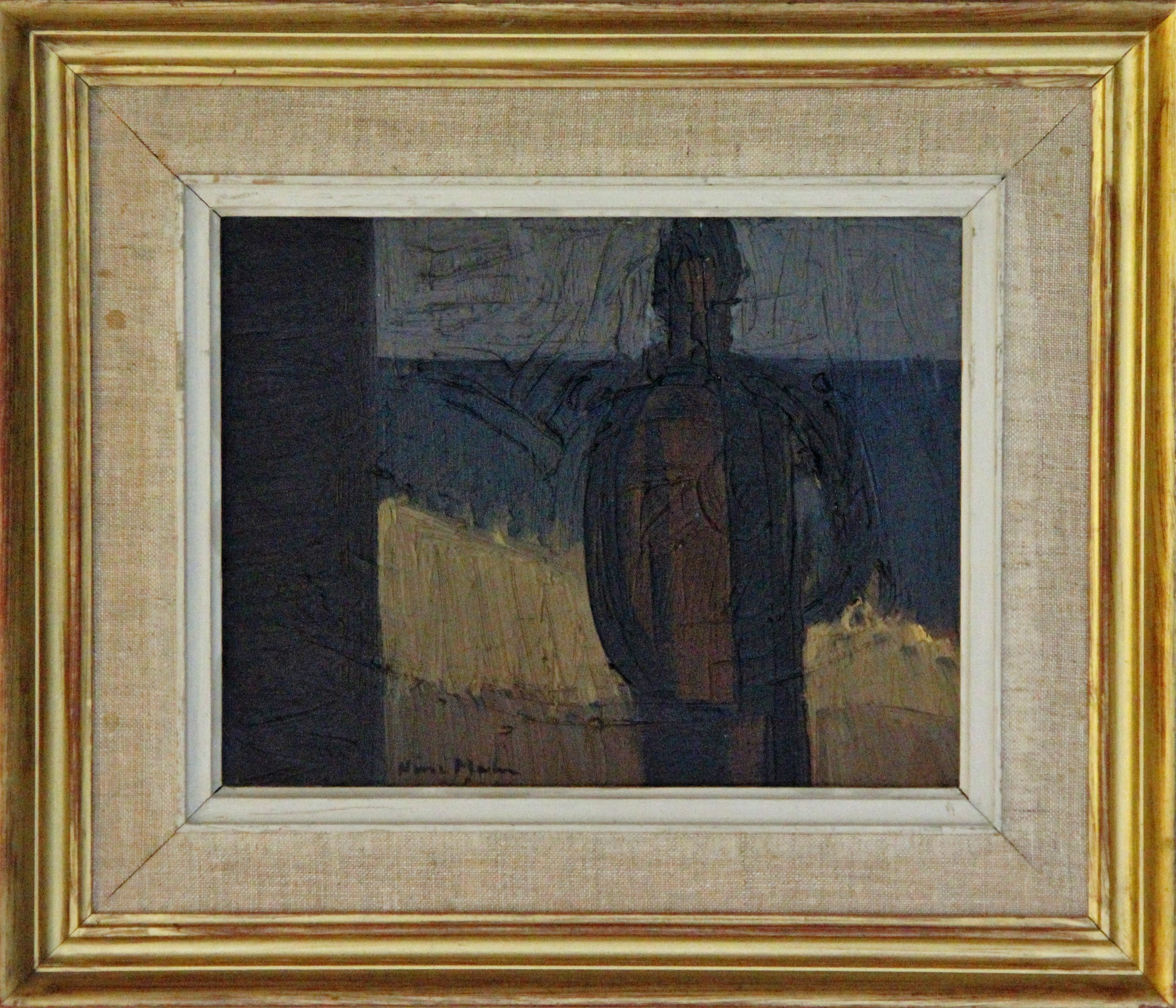
Målning av Nisse Malm

## Källor

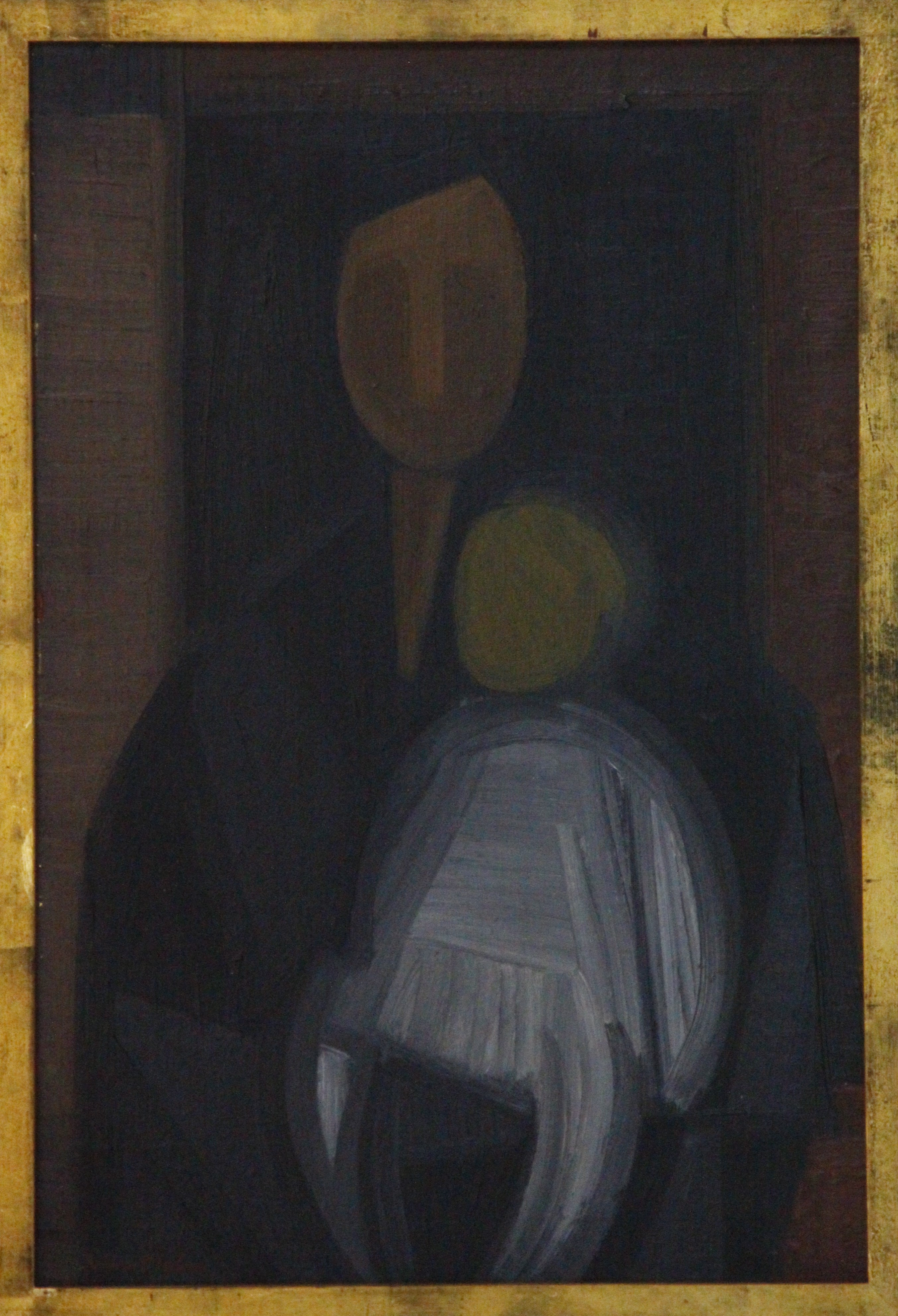
Mor och barn, målning av Nisse Malm